# Le Passant (film, 1912)
Pour l’article homonyme, voir  Le Passant (film, 2020).
Pour plus de détails, voir Fiche technique et Distribution.
Le Passant (The Passer-By) est un film américain réalisé par Oscar Apfel, sorti en 1912.

## Synopsis
Cinq jeunes gens, apparemment tous de bonnes familles, déjeunent dans un grand salon, servis par deux domestiques. Au-dessus de la cheminée, un portrait de femme que l’hôte désigne comme étant celui de sa mère. La table ayant été dressée pour six personnes, il explique à ses amis qu’il a imaginé, pour les divertir, d’inviter le premier passant qui acceptera de venir partager avec eux leur repas. Rires d'acquiescement. L’un des jeunes disparaît quelques secondes puis revient, tirant par le bras un pauvre vieillard qui proteste et veut repartir. Mais tous s’y mettent et le vieil homme est assis de force, débarrassé de son chapeau, et accepte finalement de trinquer avec eux. Un intertitre (carton noir) sert d’ellipse temporelle et indique qu’après le repas, l’heure est venue des bonnes histoires. L’un des jeunes termine une plaisanterie qui fait rire toute la table. On presse l’invité surprise à raconter une histoire de son cru. Un carton indique qu’il leur annonce le récit de sa vie. 
À ce moment précis, la caméra, qui filmait jusqu’à présent l’intégralité des convives, s’approche du vieillard en travelling avant. Un fondu enchaîné montre le personnage qu’il était quelques années auparavant. Un travelling arrière découvre alors qu’il est dans une scène analogue, festoyant avec des amis qui discutent et fument tous avec crânerie de longues pipes d’écume, servis à table par un domestique. C’est alors qu’on lui apporte un mot : Lucille lui annonce, désolée d'avance pour le chagrin qu’elle va lui causer, son mariage avec un certain Hamilton Crawford. Abasourdi par cette nouvelle, le héros se retire. Un carton indique que, pour oublier, il se lance dans la spéculation financière en créant un pool avec cinq autres jeunes. « Je gagnais », précise-t-il par carton interposé. Une scène, prise à la Bourse de New York, le montre dans une phase délicate où l’on découvre la fameuse Lucille, en précisant par un carton que le principal adversaire de son opération spéculative est Hamilton Crawford qui a la préférence de la jeune femme. On voit le héros s’effondrer tandis que des créanciers l’entourent : il est ruiné. Un carton explique qu’il est maintenant devenu simple vendeur d’une officine de spéculation. C’est là qu’il lit dans un journal la relation du mariage de la femme qu’il aime avec Hamilton Crawford. Bouleversé, il commet une erreur en commandant une opération dont il venait juste d’être averti qu’elle était hasardeuse. Il est aussitôt renvoyé et devient simple clerc aux écritures auprès d’un commercial. Celui-ci le charge d’une mission urgente auprès d’une autre officine. Mais le personnage rencontre dans la rue un véhicule d’où sort Lucille. Il en oublie sa mission, causant une perte irréparable auprès de son patron qui le met à la porte. 
Il se lance dans de petites opérations malchanceuses qui le rendent « persona non grata » et le désignent au mépris des milieux financiers qui lui accordaient encore quelque crédit. Il comprend sa déchéance ; la caméra s’approche de lui en travelling avant ; fondus enchaînés et travelling arrière ; dans le salon, les jeunes sont navrés et silencieux après ce récit calamiteux. L’hôte lui tend sa carte, on comprend qu’il pourra l’aider à ne pas tomber plus bas. Le vieillard salue les cinq jeunes gens et va se retirer. C’est alors qu’il remarque le portrait de la jeune femme (auquel il tournait le dos à table) et il a un haut-le-corps : il vient de reconnaître le portrait de Lucille. Il regarde alors la carte de visite : son hôte n’est autre que le fils de Lucille et Hamilton Crawford. « L’homme déchu ne peut que rire amèrement devant ce nouveau coup du sort et retourner, sans plus d’explications, à l’anonymat de la rue. »

## Fiche technique
- Titre original  : The Passer-By
- Titre français : Le Passant
- Réalisation : Oscar C. Apfel
- Scénario : Marion Brooks
- Production : Edison Manufacturing Company
- Format : Format 35 mm, noir et blanc, muet
- Pays : États-Unis
- Genre : Drame
- Durée : 17 minutes
- Date : 1912

## Distribution
- Jim (le passant) : Marc McDermott
- Hamilton Crawford Jr : George Lessey
- Lucille : Miriam Nesbitt

## Analyse
Ce film utilise pour la première fois au cinéma des travellings avant et arrière pour « entrer dans la tête d’un personnage, un « travelling psychologique », comme on le dira plus tard », notamment pour introduire un flashback.